# 昂旺洛哲嘉措
昂旺洛哲嘉措（藏語：ངག་དབང་བློ་གྲོས་རྒྱ་མཚོ，威利转写：ngag dbang blo gros rgya mtsho；1635年—1688年）藏族，青海大通人，第四世（计追认）赛赤活佛。

## 生平
昂旺洛哲嘉措生于青海湟中塔尔寺庄园“梅尼措哇”（位于今青海省大通县）。11岁入西藏拉萨哲蚌寺阁芒札仓学习佛经。48岁时，出任甘丹赤巴。他成为赛赤活佛系统中，首位转世者，故若不计追认的三世，则他为第一世赛赤活佛。
他也是第一世噶爾丹錫勒圖，並擔任五世達賴的使者。